# Liste des partis politiques belges néerlandophones
Les partis politiques belges néerlandophones se présentent aux élections en Région flamande et en Région bruxelloise.

## Partis néerlandophones parlementaires
À la suite des élections fédérales et régionales de 2024, huit partis néerlandophones disposent d'élus au Parlement fédéral, et/ou dans un parlement d'une entité fédérée (régions et communautés).
Durant la campagne électorale de 2024, le centre d'études RePresent — composé de politologues de cinq universités (UAntwerpen, KU Leuven, VUB, UCLouvain et ULB) — a étudié les programmes électoraux des douzeze principaux partis politiques belges. Cette étude a classé les partis sur deux axes « gauche-droite », de « - 5 » (extrême-gauche) à « 5 » (extrême-droite) : un axe socio-économique « classique », qui fait référence à l'intervention de l'État dans le processus économique, et au degré suivant lequel l'État doit assurer une égalité sociale, et un axe socio-culturel, qui fait référence à un clivage articulé autour d'une opposition identitaire autour de thèmes comme l'immigration, l'Europe, la criminalité, l'environnement, l'émancipation, etc.
| Parti                | Parti                                         | Logo     | Représentation parlementaire | Représentation parlementaire | Président       | Idéologie                                                       | Positionnement en 2024 | Positionnement en 2024 | Positionnement en 2024 | Positionnement en 2024 | Affiliation européenne | Affiliation européenne |
| Parti                | Parti                                         | Logo     | Représentation parlementaire | Représentation parlementaire | Président       | Idéologie                                                       | Socio-économique       | Socio-économique       | Socio-culturel         | Socio-culturel         | Parti                  | Groupe politique       |
| -------------------- | --------------------------------------------- | -------- | ---------------------------- | ---------------------------- | --------------- | --------------------------------------------------------------- | ---------------------- | ---------------------- | ---------------------- | ---------------------- | ---------------------- | ---------------------- |
|                      | Nieuw-Vlaamse Alliantie (N-VA)                |          | Chambre des représentants    | 24 / 150                     | Bart De Wever   | Nationalisme flamand Conservatisme Populisme de droite          | 3,11                   | Droite                 | 3,25                   | Droite                 | ALE                    | CRE                    |
| Sénat                | Nieuw-Vlaamse Alliantie (N-VA)                | 10 / 60  |                              |                              | Bart De Wever   | Nationalisme flamand Conservatisme Populisme de droite          | 3,11                   | Droite                 | 3,25                   | Droite                 | ALE                    | CRE                    |
| Parlement flamand    | Nieuw-Vlaamse Alliantie (N-VA)                | 31 / 124 |                              |                              | Bart De Wever   | Nationalisme flamand Conservatisme Populisme de droite          | 3,11                   | Droite                 | 3,25                   | Droite                 | ALE                    | CRE                    |
| Parlement bruxellois | Nieuw-Vlaamse Alliantie (N-VA)                | 2 / 89   |                              |                              | Bart De Wever   | Nationalisme flamand Conservatisme Populisme de droite          | 3,11                   | Droite                 | 3,25                   | Droite                 | ALE                    | CRE                    |
|                      | Vlaams Belang                                 |          | Chambre des représentants    | 20 / 150                     | Tom Van Grieken | Nationalisme flamand National-conservatisme Populisme de droite | 1,45                   | Centre-droit           | 4,62                   | Extrême-droite         | Patriotes.eu           | PfE                    |
| Sénat                | Vlaams Belang                                 | 8 / 60   |                              |                              | Tom Van Grieken | Nationalisme flamand National-conservatisme Populisme de droite | 1,45                   | Centre-droit           | 4,62                   | Extrême-droite         | Patriotes.eu           | PfE                    |
| Parlement flamand    | Vlaams Belang                                 | 31 / 124 |                              |                              | Tom Van Grieken | Nationalisme flamand National-conservatisme Populisme de droite | 1,45                   | Centre-droit           | 4,62                   | Extrême-droite         | Patriotes.eu           | PfE                    |
| Parlement bruxellois | Vlaams Belang                                 | 1 / 89   |                              |                              | Tom Van Grieken | Nationalisme flamand National-conservatisme Populisme de droite | 1,45                   | Centre-droit           | 4,62                   | Extrême-droite         | Patriotes.eu           | PfE                    |
|                      | Partij van de Arbeid (PVDA)                   |          | Chambre des représentants    | 15 / 150                     | Raoul Hedebouw  | Marxisme Communisme                                             | -4,29                  | Gauche radicale        | -2,88                  | Gauche                 | Aucun                  | GUE/NGL                |
| Sénat                | Partij van de Arbeid (PVDA)                   | 6 / 60   |                              |                              | Raoul Hedebouw  | Marxisme Communisme                                             | -4,29                  | Gauche radicale        | -2,88                  | Gauche                 | Aucun                  | GUE/NGL                |
| Parlement flamand    | Partij van de Arbeid (PVDA)                   | 9 / 124  |                              |                              | Raoul Hedebouw  | Marxisme Communisme                                             | -4,29                  | Gauche radicale        | -2,88                  | Gauche                 | Aucun                  | GUE/NGL                |
| Parlement bruxellois | Partij van de Arbeid (PVDA)                   | 1 / 89   |                              |                              | Raoul Hedebouw  | Marxisme Communisme                                             | -4,29                  | Gauche radicale        | -2,88                  | Gauche                 | Aucun                  | GUE/NGL                |
|                      | Vooruit                                       |          | Chambre des représentants    | 13 / 150                     | Conner Rousseau | Social-démocratie                                               | -1,67                  | Centre-gauche          | -1,15                  | Centre-gauche          | PSE                    | S&D                    |
| Sénat                | Vooruit                                       | 4 / 60   |                              |                              | Conner Rousseau | Social-démocratie                                               | -1,67                  | Centre-gauche          | -1,15                  | Centre-gauche          | PSE                    | S&D                    |
| Parlement flamand    | Vooruit                                       | 18 / 124 |                              |                              | Conner Rousseau | Social-démocratie                                               | -1,67                  | Centre-gauche          | -1,15                  | Centre-gauche          | PSE                    | S&D                    |
| Parlement bruxellois | Vooruit                                       | 2 / 89   |                              |                              | Conner Rousseau | Social-démocratie                                               | -1,67                  | Centre-gauche          | -1,15                  | Centre-gauche          | PSE                    | S&D                    |
|                      | Christen-Democratisch en Vlaams (CD&V)        |          | Chambre des représentants    | 11 / 150                     | Sammy Mahdi     | Démocratie chrétienne Conservatisme social                      | 0,71                   | Centre                 | 1,54                   | Centre-droit           | PPE                    | PPE                    |
| Sénat                | Christen-Democratisch en Vlaams (CD&V)        | 5 / 60   |                              |                              | Sammy Mahdi     | Démocratie chrétienne Conservatisme social                      | 0,71                   | Centre                 | 1,54                   | Centre-droit           | PPE                    | PPE                    |
| Parlement flamand    | Christen-Democratisch en Vlaams (CD&V)        | 16 / 124 |                              |                              | Sammy Mahdi     | Démocratie chrétienne Conservatisme social                      | 0,71                   | Centre                 | 1,54                   | Centre-droit           | PPE                    | PPE                    |
| Parlement bruxellois | Christen-Democratisch en Vlaams (CD&V)        | 1 / 89   |                              |                              | Sammy Mahdi     | Démocratie chrétienne Conservatisme social                      | 0,71                   | Centre                 | 1,54                   | Centre-droit           | PPE                    | PPE                    |
|                      | Open Vlaamse Liberalen en Democraten Open VLD |          | Chambre des représentants    | 8 / 150                      | Eva De Bleeker  | Libéralisme Social-libéralisme                                  | 2,86                   | Droite                 | -0,38                  | Centre                 | ALDE                   | RE                     |
| Sénat                | Open Vlaamse Liberalen en Democraten Open VLD | 3 / 60   |                              |                              | Eva De Bleeker  | Libéralisme Social-libéralisme                                  | 2,86                   | Droite                 | -0,38                  | Centre                 | ALDE                   | RE                     |
| Parlement flamand    | Open Vlaamse Liberalen en Democraten Open VLD | 9 / 124  |                              |                              | Eva De Bleeker  | Libéralisme Social-libéralisme                                  | 2,86                   | Droite                 | -0,38                  | Centre                 | ALDE                   | RE                     |
| Parlement bruxellois | Open Vlaamse Liberalen en Democraten Open VLD | 2 / 89   |                              |                              | Eva De Bleeker  | Libéralisme Social-libéralisme                                  | 2,86                   | Droite                 | -0,38                  | Centre                 | ALDE                   | RE                     |
|                      | Groen                                         |          | Chambre des représentants    | 7 / 150                      | Bart Dhondt     | Écologie politique                                              | -2,35                  | Gauche                 | -4,23                  | Gauche radicale        | EGP                    | Verts/ALE              |
| Sénat                | Groen                                         | 2 / 60   |                              |                              | Bart Dhondt     | Écologie politique                                              | -2,35                  | Gauche                 | -4,23                  | Gauche radicale        | EGP                    | Verts/ALE              |
| Parlement flamand    | Groen                                         | 9 / 124  |                              |                              | Bart Dhondt     | Écologie politique                                              | -2,35                  | Gauche                 | -4,23                  | Gauche radicale        | EGP                    | Verts/ALE              |
| Parlement bruxellois | Groen                                         | 4 / 89   |                              |                              | Bart Dhondt     | Écologie politique                                              | -2,35                  | Gauche                 | -4,23                  | Gauche radicale        | EGP                    | Verts/ALE              |
|                      | Team Fouad Ahidar                             |          | Chambre des représentants    | 0 / 150                      | Fouad Ahidar    | Attrape-tout                                                    | -                      | -                      | -                      | -                      | Aucun                  | Aucun                  |
| Sénat                | Team Fouad Ahidar                             | 0 / 60   |                              |                              | Fouad Ahidar    | Attrape-tout                                                    | -                      | -                      | -                      | -                      | Aucun                  | Aucun                  |
| Parlement flamand    | Team Fouad Ahidar                             | 1 / 124  |                              |                              | Fouad Ahidar    | Attrape-tout                                                    | -                      | -                      | -                      | -                      | Aucun                  | Aucun                  |
| Parlement bruxellois | Team Fouad Ahidar                             | 3 / 89   |                              |                              | Fouad Ahidar    | Attrape-tout                                                    | -                      | -                      | -                      | -                      | Aucun                  | Aucun                  |

## Partis sans représentation parlementaire
- SV Brussels (une représentante à la Commission communautaire flamande)
- BBB (BoerBurgerBelangen)
- BUB (Belgische Unie - Union belge)
- DierAnimal
- LSP (Parti socialiste de lutte)
- Partij Blanco
- SAP (Socialistische Arbeiderspartij)
- Volt Europa
- VoorU
- l'Unie

## Partis disparus
- Belg.Alliantie (Belgische Alliantie (nl) - Alliance Belge)
- CAP (Comité pour une autre politique)
- FIRE
- FN (Fervent Nationaal)
- KP (Kommunistische Partij)
- L.A. (Liberaal Appèl)
- LDD (Liste Dedecker)
- MDP (Moslim Democratische Partij)
- MRV (Moraal, Rechtvaardigheid en Vrede)
- NWP (Natuurwetpartij)
- RAD (Respect voor Arbeid en Democratie)
- RESPECT
- ROSSEM (nl) ((Radicale Omvormers en Sociale Strijders voor een Eerlijker Maatschappij)
- SLP
- SoLiDe (België) (nl) (Sociaal-Liberale Democraten)
- Sta op (nl)
- VITAL (Vrijheid, Intimiteit, Thuis, Arbeid en Liefde (nl))
- VCD (Vrije Christen Democraten)
- VDB (Vlaamse Democraten Brussel)
- Vrijheid
- WOW (Waardig Ouder Worden (nl))

## Cas particulier
- Union des francophones (UF) Le cas de l'UF est un cas particulier. Cette liste électorale disposait d'un représentant au Parlement flamand et dispose de deux représentants au conseil provincial de la province du Brabant flamand. Il s'agit d'un cartel des partis francophones de la périphérie bruxelloise.